# Делгай (Айова)
Делгай (англ. Delhi) — місто (англ. city) в США, в окрузі Делавер штату Айова. Населення — 420 осіб (2020).

## Географія
Делгай розташований за координатами 42°26′2″ пн. ш. 91°19′33″ зх. д. / 42.43389° пн. ш. 91.32583° зх. д. (42.433759, -91.325882).  За даними Бюро перепису населення США в 2010 році місто мало площу 2,66 км², з яких 2,52 км² — суходіл та 0,14 км² — водойми.

## Демографія
Згідно з переписом 2010 року, у місті мешкало 460 осіб у 206 домогосподарствах у складі 130 родин. Густота населення становила 173 особи/км².  Було 225 помешкань (84/км²).
Расовий склад населення:
| - 99,1 % — білих |

До двох чи більше рас належало 0,9 %. Частка іспаномовних становила 0,7 % від усіх жителів.
За віковим діапазоном населення розподілялося таким чином: 23,5 % — особи молодші 18 років, 59,1 % — особи у віці 18—64 років, 17,4 % — особи у віці 65 років та старші. Медіана віку мешканця становила 44,6 року. На 100 осіб жіночої статі у місті припадало 95,7 чоловіків;  на 100 жінок у віці від 18 років та старших — 91,3 чоловіків також старших 18 років.
Середній дохід на одне домашнє господарство  становив 55 679 доларів США (медіана — 55 000), а середній дохід на одну сім'ю — 68 326 доларів (медіана — 70 313). За межею бідності перебувало 11,0 % осіб, у тому числі 0,0 % дітей у віці до 18 років та 11,4 % осіб у віці 65 років та старших.
Цивільне працевлаштоване населення становило 231 осіб. Основні галузі зайнятості: виробництво — 23,8 %, освіта, охорона здоров'я та соціальна допомога — 22,1 %, будівництво — 11,7 %, сільське господарство, лісництво, риболовля — 7,4 %.